# ブルーバックス
ブルーバックスは、講談社が刊行する、自然科学や科学技術の話題を一般読者向けに解説・啓蒙している新書シリーズ。1963年創刊。2022年時点でシリーズの数は2200点を超える。洋書の翻訳もある。
「科学は難解である」という先入観を払拭し、多角的観点からの研究を行い、多くの人々が科学への興味と科学的な視点を培うことを目標としている。キャッチコピーは「科学をあなたのポケットに」。『マンガ パソコン通信入門』（画：永野のりこ）など漫画形式もある。
ブルーバックスの由来は、創刊の2年半前に人類史上初の有人宇宙飛行に成功した旧ソ連のユーリ・ガガーリンが発した「地球が青かった」という言葉に因んでいる。
岩波新書（1938年創刊）、中公新書（1962年創刊）に次いで3番目に長い歴史を持つ。
講談社ブルーバックスのWebサイト上に一部の書籍の正誤表が公開されていた。2013年4月18日からブルーバックスの前書きを集めて公開するサイト「前書き図書館」をオープンしている。
2019年3月4日時点で、『相対性理論の世界』（B79）と『統計でウソをつく法』（B120）の2作が100刷を発行している。
科学や技術の研究者と市民を寄付募集などでつなぐ「ブルーバックス・アウトリーチ」（Bluebacks Outreach）というプロジェクトも実施している。

## 分野
当初は自然科学が中心であったが工学や医学、科学史なども多くなっている。2018年時点で下記のジャンルに分類されている。
- 物理学
- 数学
- 生物学
- 化学
- 宇宙・天文
- 地球科学
- 医学・薬学・心理学
- 技術・工学
- コンピュータ関連
- 趣味・実用

科学的な視点からの身体トレーニングや音階の解説、理工系の研究者に必要となる法律や英文メール作法の手引きなど。
- パズル・クイズ

数理パズルや論理クイズなど数学的な思考を必要とするパズル・クイズの書籍。
- 事典・辞典・図鑑
- その他

科学手帳、理化学研究所を紹介する書籍など。
- 食品科学

## 節目の通番
| 通番  | 書名                         | 著者               | 発行年 |
| ----- | ---------------------------- | ------------------ | ------ |
| B1    | 人工頭脳時代                 | 菊池誠             | 1963年 |
| B1000 | 科学・あの話題はどこにいった | 大浜一之           | 1994年 |
| B2000 | 日本列島100万年史            | 山崎晴雄、久保純子 | 2017年 |

## 発行部数ランキング
2017年2月時点（出典：『講談社ブルーバックス2000番記念』96頁）。
| #    | 書名                     | 通番  | 著者                            | 部数   |
| ---- | ------------------------ | ----- | ------------------------------- | ------ |
| 1位  | 子どもにウケる科学手品77 | B1234 | 後藤道夫                        | 76万部 |
| 2位  | ブラック・ホール         | B260  | ジョン・テイラー 渡辺正(訳)     | 63万部 |
| 3位  | 相対性理論の世界         | B79   | J・A・コールマン 中村誠太郎(訳) | 63万部 |
| 4位  | 四次元の世界             | B142  | 都筑卓司                        | 58万部 |
| 5位  | パズル・物理入門         | B126  | 都筑卓司                        | 37万部 |
| 6位  | 量子力学の世界           | B101  | 片山泰久                        | 34万部 |
| 7位  | マックスウェルの悪魔     | B152  | 都筑卓司                        | 33万部 |
| 8位  | 計画の科学               | B35   | 加藤昭吉                        | 32万部 |
| 9位  | 統計でウソをつく法       | B120  | ダレル・ハフ 高木秀玄(訳)       | 32万部 |
| 10位 | 電気に強くなる           | B141  | 橋本尚                          | 31万部 |

### 21世紀
2017年2月時点（出典：『講談社ブルーバックス2000番記念』97頁）。
| #    | 書名                                                     | 通番  | 著者                                          | 部数   |
| ---- | -------------------------------------------------------- | ----- | --------------------------------------------- | ------ |
| 1位  | 記憶力を強くする                                         | B1315 | 池谷裕二                                      | 25万部 |
| 2位  | 「分かりやすい説明」の技術                               | B1387 | 藤沢晃治                                      | 21万部 |
| 3位  | 進化しすぎた脳                                           | B1538 | 池谷裕二                                      | 19万部 |
| 4位  | 計算力を強くする                                         | B1493 | 鍵本聡                                        | 15万部 |
| 5位  | 大人のための算数練習帳                                   | B1433 | 佐藤恒雄                                      | 12万部 |
| 6位  | マニュアル不要のパソコン術                               | B1475 | 朝日新聞be編集部(編)                          | 11万部 |
| 7位  | 化学・意表を突かれる身近な疑問                           | B1336 | 日本化学会(編)                                | 11万部 |
| 8位  | 「分かりやすい文章」の技術                               | B1443 | 藤沢晃治                                      | 11万部 |
| 9位  | 宇宙は本当にひとつなのか                                 | B1731 | 村山斉                                        | 11万部 |
| 10位 | カラー図解 アメリカ版大学生物学の教科書 第1巻 細胞生物学 | B1672 | デイヴィッド・サダヴァ他 丸山敬、石崎泰樹(訳) | 10万部 |